# Большой Нефуд
Большо́й Нефу́д (араб. صحراء النفود الكبير‎, Эн-Нафуд-эль-Кебир) — песчаная пустыня на Ближнем Востоке (Саудовская Аравия), в северной части Аравийского полуострова. Пустыня занимает 290 км в длину и 225 км в ширину, с площадью 103 600 км².
Пустыня Большой Нефуд известна своими внезапными сильными ветрами, песок имеет красноватый цвет. Дождь идёт один или два раза в год. В некоторых районах низменности, а именно в районе Хиджазских гор, есть оазисы, где выращивают овощи, ячмень и фрукты. Нефуд соединяется с пустынями Руб-эль-Хали и Малый Нефуд (Дехна), коридор песчаных дюн составляет 1300 км в длину и от 24 до 80 км в ширину.
Во время арабского восстания армия арабского племени ховейтатов во главе с Ауда ибу Тайи напала на прибрежный город Акаба на плохо защищённом восточном фланге турецкого фронта. В походе на Акабу участвовал британский  лейтенант Т. Э.  Лоуренс. Внезапным ударом с суши арабы взяли город. Эти события вошли в фильм «Лоуренс Аравийский».